# You Won't Believe What This Episode Is About — Act Three Will Shock You!
«You Won't Believe What This Episode Is About — Act Three Will Shock You!» (укр. «Ви не повірите, про що ця серія — Третій акт вас шокує!») — чотирнадцята серія тридцять третього сезону мультсеріалу «Сімпсони», прем'єра якої відбулась 13 березня 2022 року у США на телеканалі «Fox».

## Сюжет
Гомер приводить дітей і Маленького Помічника Санти до Спрінґфілдського парку для собак. Однак, діти хочуть відвідати батутний парк, і залишають Гомера і пса.
У парку Маленький Помічник Санти допомагає Гомеру позбутися надмірної приязні з Ленні, і Гомер за це вирішує купити морозива улюбленцю. Перед походом у магазин Гомер залишає вікна в автомобілі відчиненими, щоб песику було зручно. Однак, чекаючи Гомера, пес починає стрибати, і випадково зачиняє вікна і замикає авто. Люди, помітивши ситуацію, починають збиратися навколо автомобіля, знімаючи інцидент на смартфони. Коли Гомер виходить з магазину, на нього накидуються за те, що, на їхню думку, він зробив.
Гомер ігнорує проблему, але згодом в церкві обурення лише зростає. Через це Ліса дає батьку промову з вибаченнями. Однак, він публічно висміює людей і, зрештою, випадково виштовхує отця Лавджоя зі скляного вікна церкви. Це ще більше розлючує людей, і які публікують вірусні відео в «Instasnap'і», й облетіти все місто і світ. Зрештою, навіть містер Бернс розриває будь-які зв'язки з Гомером, звільнивши його. З Гомера роблять вигнанця.
Через три тижні Гомер опиняється один вдома, і дізнається, що родина сім'я його не запросила до ресторану морепродуктів. Розгнівавшись він прямує до ресторану, де, зіткнувшись зі своєю сім'єю, Гомер також зустрічає і загадкового Тео. Той пропонує Гомерові допомогти віднайти прощення людей.
Тео запрошує Гомера у свій «Інститут», де присутні четверо таких же «героїв» вірусних відео, і які перебувають у подібній ситуації. Тео пропонує зробити публічні благодійні вчинки, щоб виправити репутацію. Спочатку група очищує океан, садить дерева, замальовують графіті і збирають сміття. Однак, люди все одно кидають у них сміття. Тео пропонує їм вчинити більш радикально використовуючи універсальний програмний код, який може видалити будь-які згадки про їхні вчинки з Інтернету. Однак, потрібно підключити флешку з кодом до «ChumNet», сервісу з обслуговування клікбейтних новин.
Група проникає до штаб-квартири сервісу на острові. Вони проникають всередину, але, побачивши заголовки новин, вони не стримуються і переглядають статті. Гомер – єдиний, хто зрозумів, що це пастка (інших членів групи замикають і труять газом). Гомер потрапляє в серверну і вставляє флешку. Очікуючи на виконання програми, Гомер дізнається, що будуть очищені не тільки вони, а також інформація про багатьох інших, набагато гірших людей. Він виймає і знищує флешку, руйнуючи план Тео. Гомер читає всьому світу своє вибачення, написані Лісою, і його пробачають.
У сцені під час титрів у ресторані морепродуктів Сімпсони нарешті вечеряють разом креветками.

## Виробництво
Вперше у мультсеріалі всі чотири ключові посади у творчі команді, що керують анімацією, займають жінки. Сюди входять режисерка Дженніфер Моллер, помічниця режисера Деббі Спаффорд, провідна таймер Естер Лі та ведуча макетування фону Хіджин Кім. До того ж, сценаристкою серії є Крістін Ненґл.
У парку для собак зображені дві собаки, що належать шоуранерові Метту Селману.
У вирізаній сцені розповідалося, що в Тео також була передсторія вигнання. Він був «Пляшково-ракетним дружбаном горностаїв», якого зняли, як він вбиває багато горностаїв під час лавини феєрверків.

## Цікаві факти та культурні відсилання
- Назва магазину морозива «Dairy Girls Ice Cream» (укр. «Морозиво молочних дівчат») ― відсилання до британського серіалу для підлітків «Derry Girls» (укр. «Дівчата з Деррі»)[4].
- Проникнення групи до «ChumNet» ― відсилання до супергеройського фільмі «Загін самогубців: Місія навиліт» 2021 року[5].

## Ставлення критиків і глядачів
Під час прем'єри серію переглянули 1,14 млн осіб, з рейтингом 0.3, що зробило її найпопулярнішим шоу на каналі «Fox» тієї ночі.
Тоні Сокол з «Den of Geek» дав серії чотири з п'яти зірок, сказавши, що серія ― «це клікбейт, який Ви не повинні пропустити».
Маркус Ґібсон із сайту «Bubbleblabber» оцінив серію на 7/10, сказавши:
|  | Серія схожа на мішане повідомлення на гарячу тему, яке не зовсім входить до суті того, що серія хоче сказати. Був час, коли Сімпсони ні перед ким не вибачалися, і здебільшого ця «ера» вважається вершиною франшизи… Ми бачили кращі реакції [від творчої команди] в минулому. |

Згідно з голосуванням на сайті The NoHomers Club більшість фанатів оцінили серію на 3/5 із середньою оцінкою 2,74/5.